# МАЗ-5335
МАЗ-5335 — советский крупнотоннажный грузовой автомобиль второго поколения (модернизированный МАЗ-500), выпускавшийся на Минском автомобильном заводе с 1977 года по 1990 год.

## Описание
В 1977 году с конвейера МАЗа начали сходить модернизированные автомобили семейства МАЗ-500: бортовые автомобили МАЗ-5335 и МАЗ-516Б (6х2), автомобили-самосвалы МАЗ-5549, седельные тягачи МАЗ-5429 и МАЗ-5430.
Модернизированные автомобили получили новые обозначения МАЗ-5335 в соответствии с новой действовавшей на тот момент системой индексации автотранспорта СССР. В результате введения ГОСТ 8769—75, приведшего советскую автомобильную светотехнику в соответствие с рекомендациями ЕЭК ООН (ныне правила № 48), фары головного света были перенесены на передний бампер, а на место былых отверстий была поставлена новая декоративная решётка радиатора с «заглушками», в которые устанавливались комбинированные габаритные огни с указателями поворота.
Автомобили семейства МАЗ-5335 оставались на конвейере до 1990 года.

## Модификации
- МАЗ-5335 (1977—1990) — базовая модель семейства с двигателем ЯМЗ-236 мощностью 180 л. с.
- МАЗ-5334 (1977—1990) — шасси базового МАЗ-5335, предназначенное под комплектацию кузовами и надстройками специального назначения.

- МАЗ-53352 (1977—1990) — длиннобазный бортовой автомобиль, дальнейшее развитие МАЗ-500Г (база 5000 мм) и увеличенную до 8400 кг грузоподъемность, а также комплектовался 8-цилиндровым двигателем большей мощности ЯМЗ-238Е (265 л. с.). Кроме того, машина оснащалась новой 8-ступенчатой коробкой передач.
- МАЗ-516Б (1977—1990) — трёхосный грузовой автомобиль с подъёмным третьим мостом. Оснащался двигателем ЯМЗ-238Н (300 л. с.)
- МАЗ-5549 (1977—1990) — автомобиль-самосвал. Дальнейшее развитие модели МАЗ-503А.
- МАЗ-5429 (1977—1990) — седельный тягач. Дальнейшее развитие модели МАЗ-504А.
- МАЗ-509А (1978—1990) — лесовоз на базе автомобиля МАЗ-5335. Дальнейшее развитие МАЗ-509.

## В игровой и сувенирной индустрии
- Масштабные модели грузовика МАЗ-5335 в масштабе 1/43 в бортовом исполнении выпускаются производителями «Autotime» («Autogrand»), «Наш Автопром», «Киммерия», Студия Daimler-Mar, Студия МАЛ/Lermont, Start Scale Models и AD-Modum. Модели от «Autotime» («Autogrand») и «Наш Автопром» имеют неоткидные кабины, а модели от Start Scale Models и AD-Modum - откидные, и более высокую детализацию.
- 19.07.2014 модель ТЗА-7,5-5334 (МАЗ-5334) в масштабе 1/43 вышла в рамках проекта «Автомобиль на службе» (№ 71).
- 18.07.2020 модель МАЗ-5335 в масштабе 1/43 вышла в выпуске №20 в журнальной серии «Легендарные грузовики СССР».

## Галерея

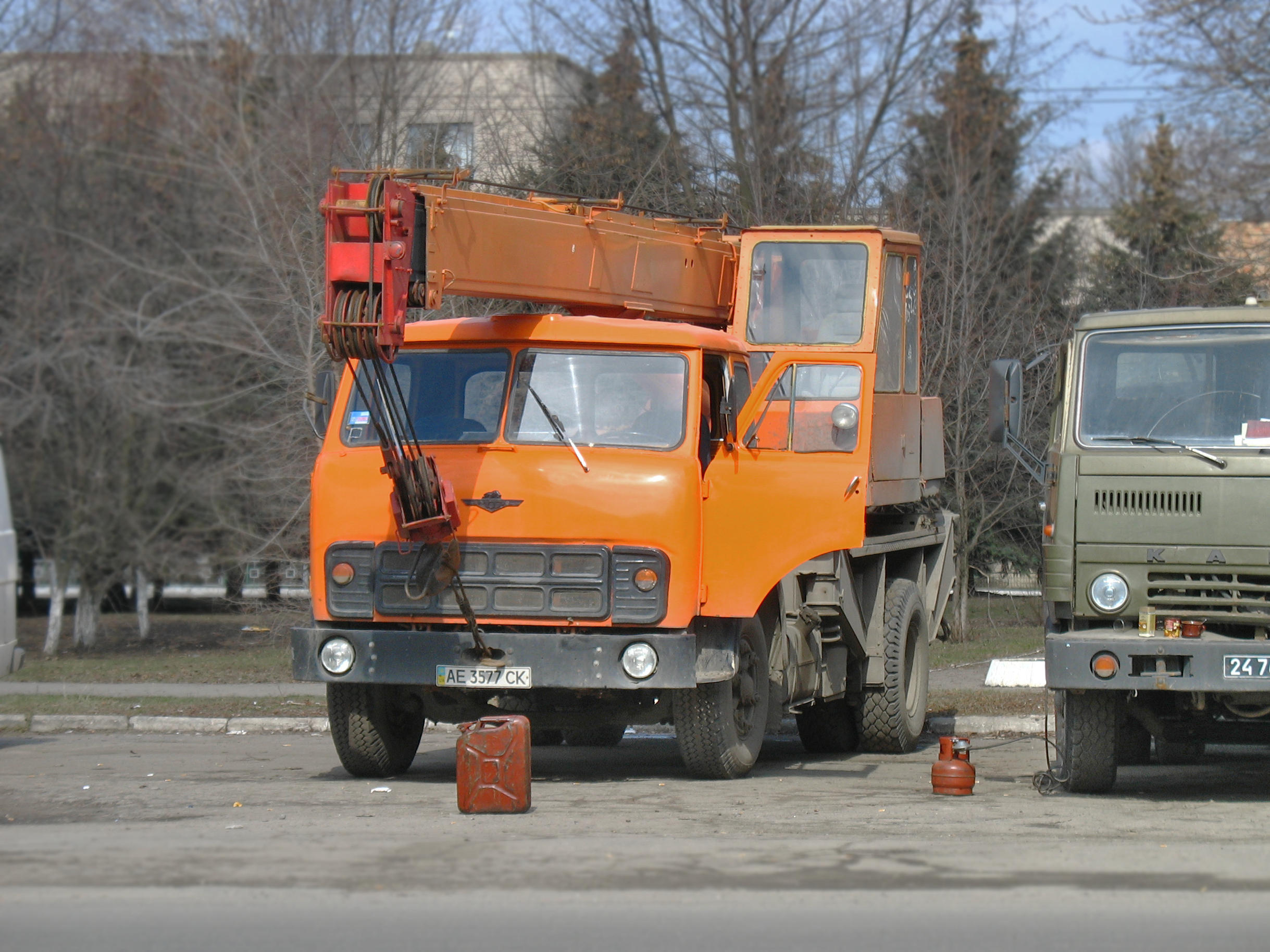
МАЗ-5334, автокран КС-3577
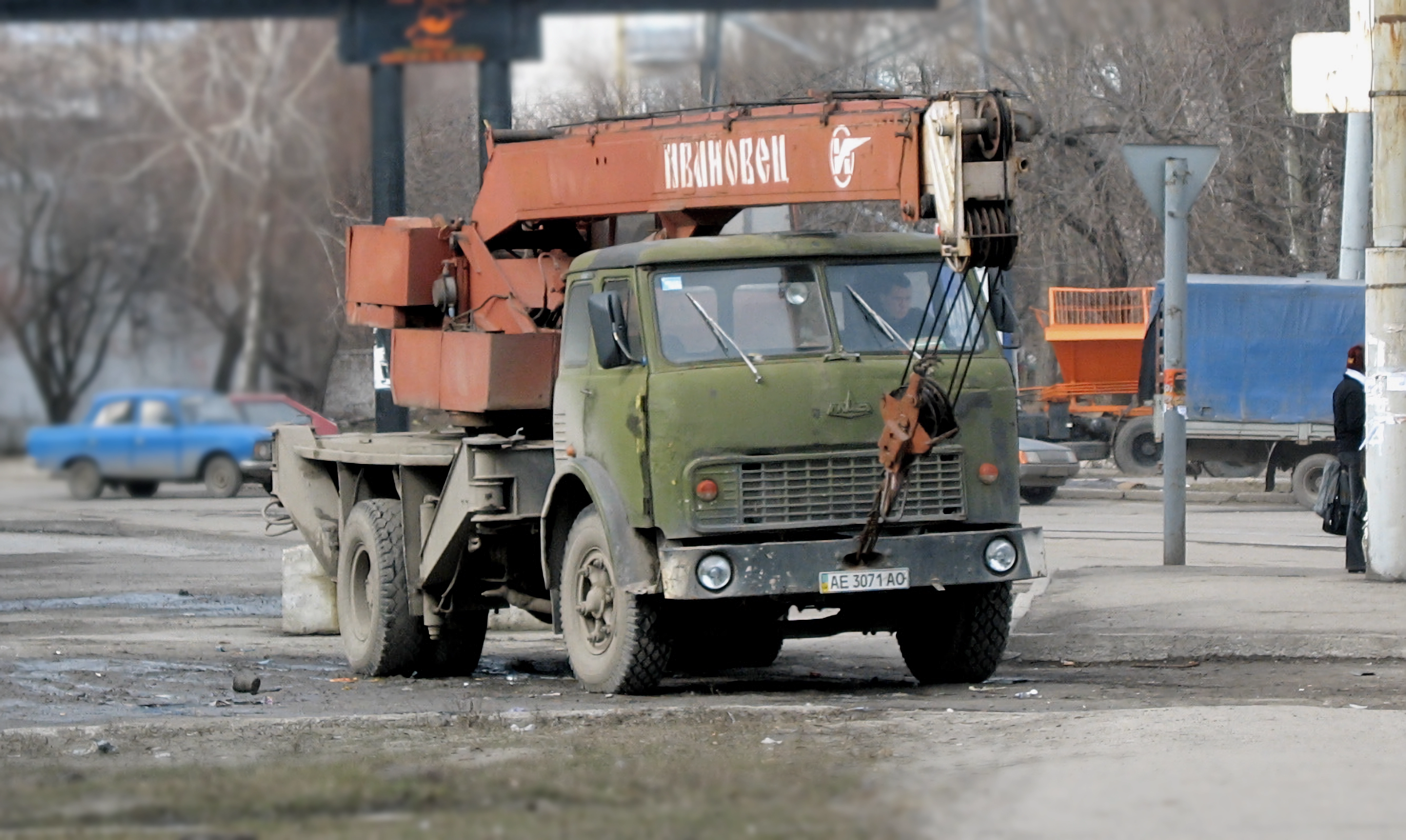
МАЗ-5334, автокран КС-3577
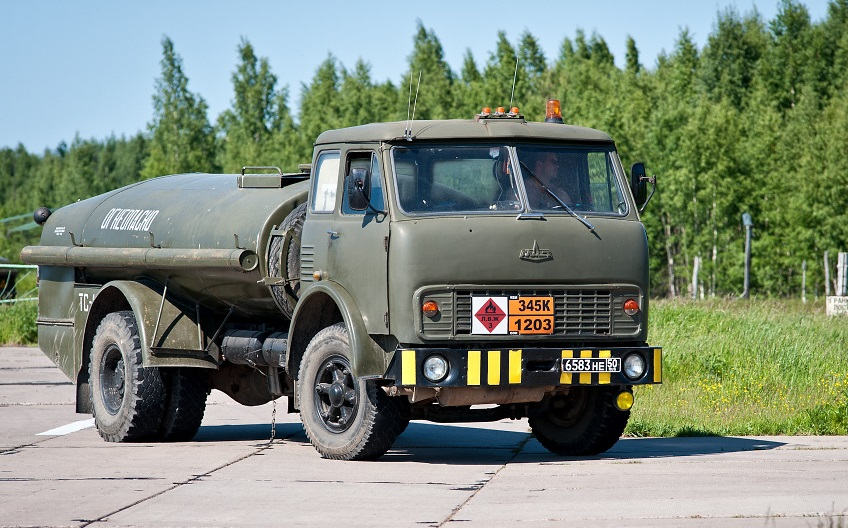
Топливозаправщик ТЗА-7,5-5334
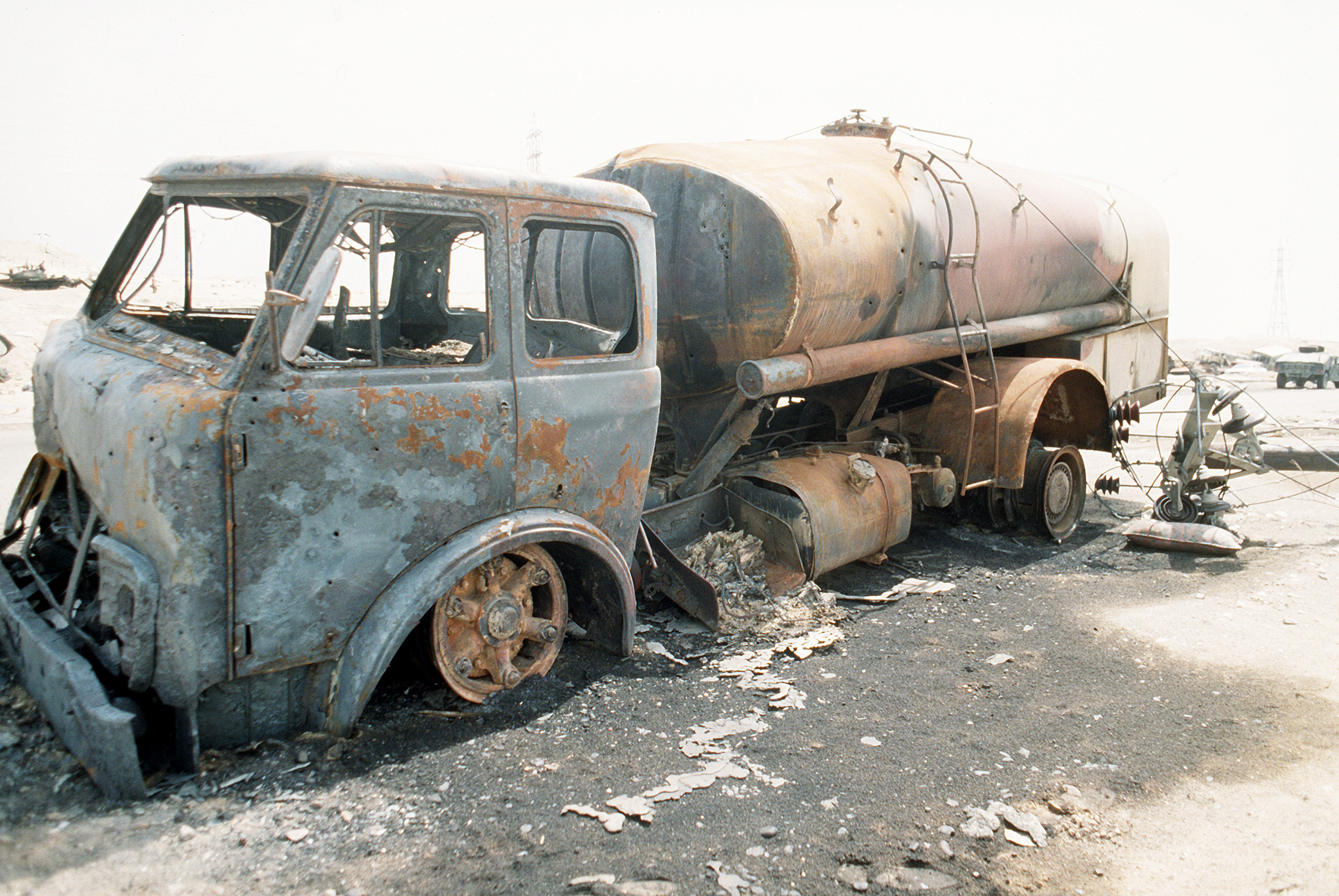
Уничтоженный топливозаправщик Иракской армии, 1991
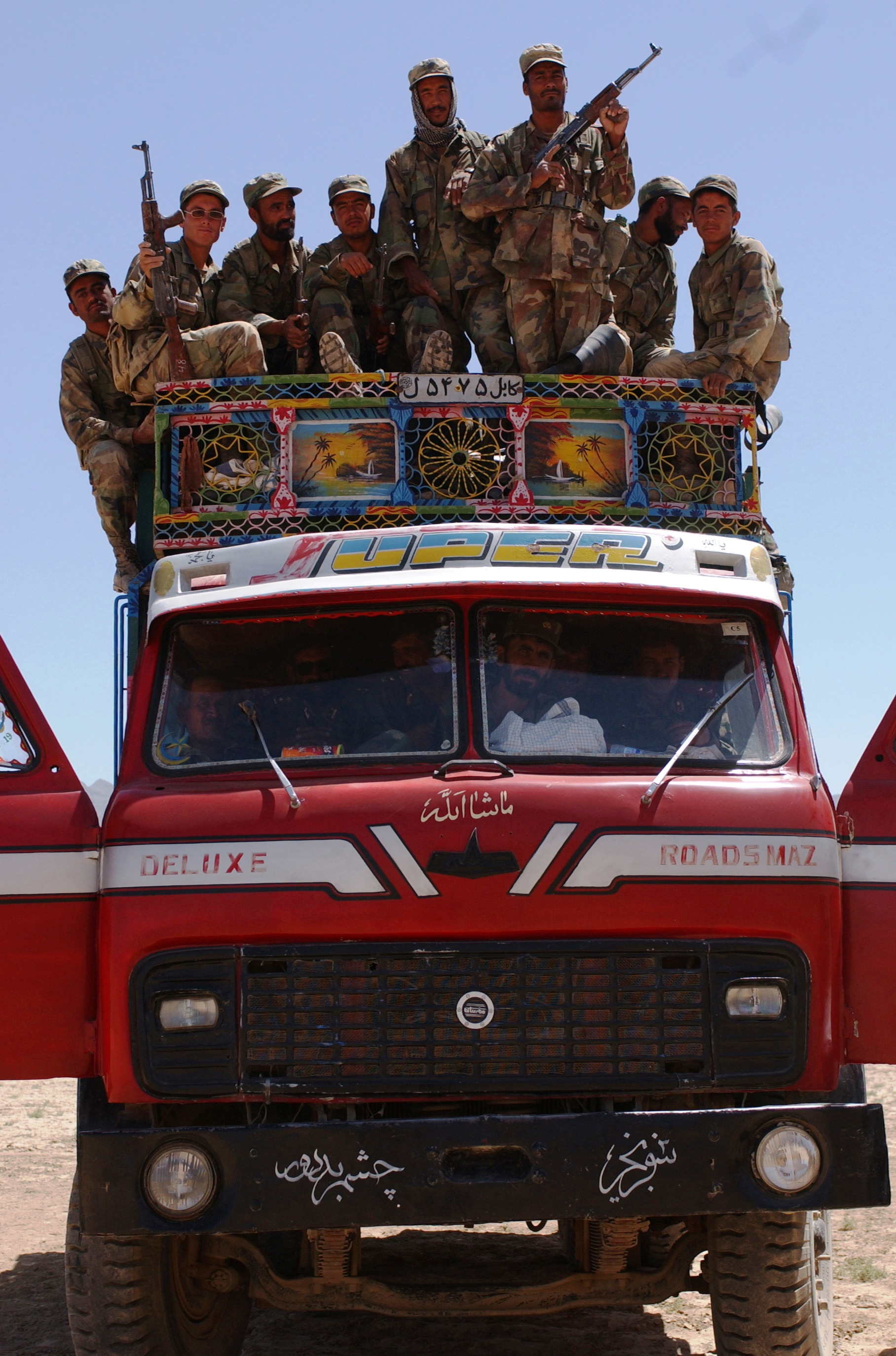
МАЗ-5335, Афганистан 2002
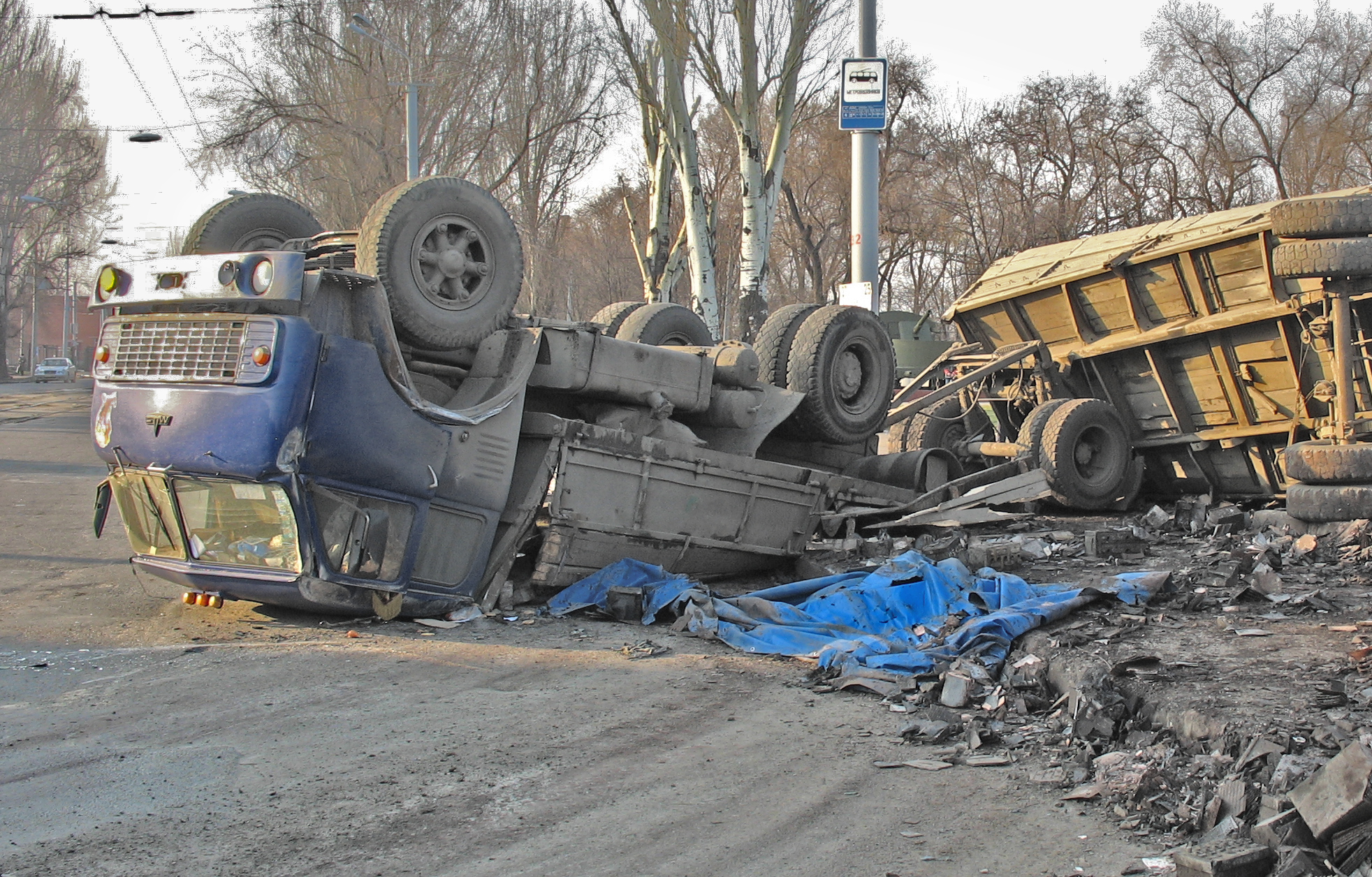
Крушение МАЗ-5335 в ДТП
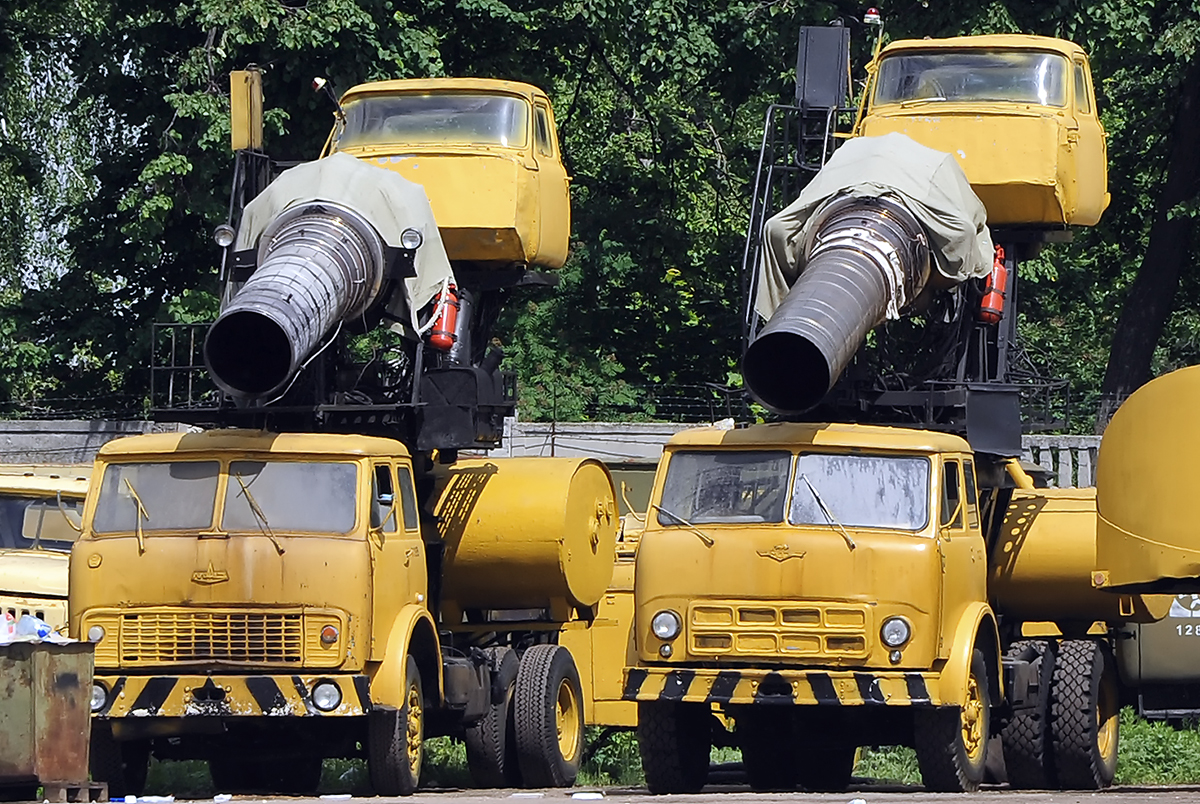
Термообдувочные машины на базе МАЗ-5335 (слева) и его предшественника МАЗ-500А (справа)
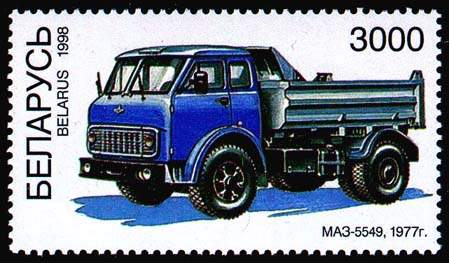
MАЗ-5549, почтовая марка